# 카스카이스

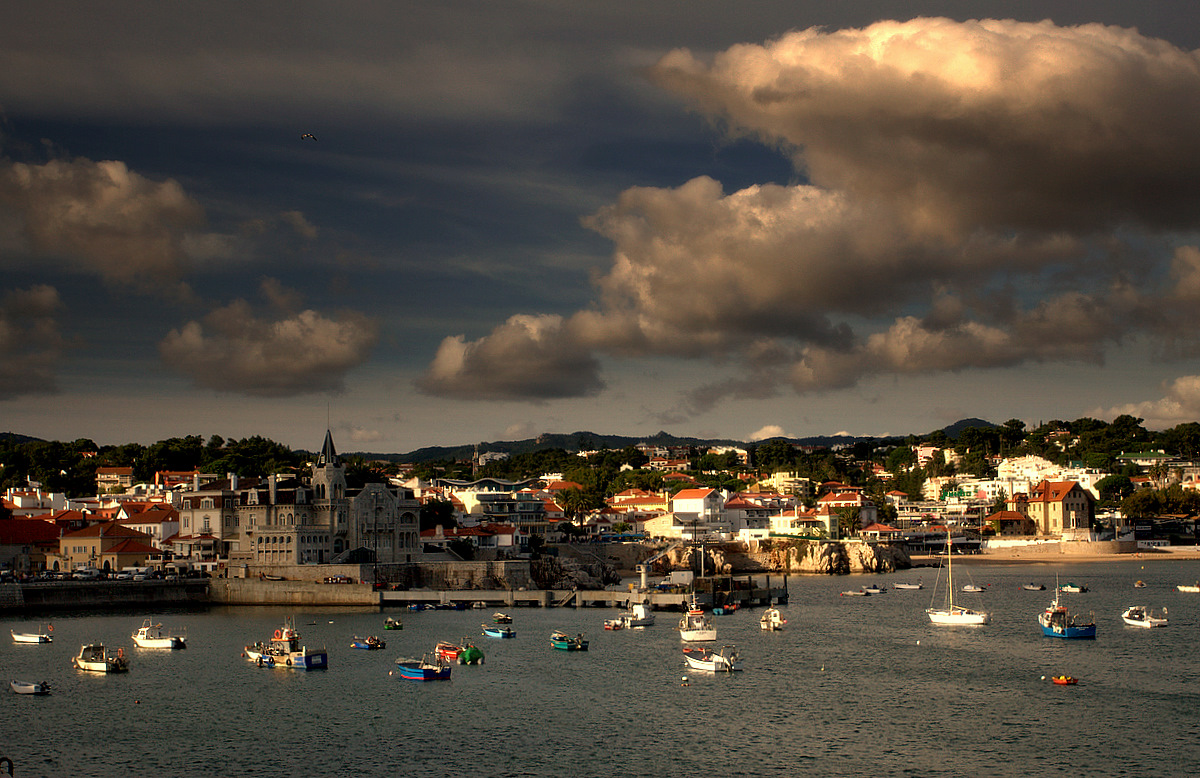

카스카이스의 위치

카스카이스(Cascais)는 포르투갈 리스보아 현의 연안 도시이다. 국제적인 휴양지인 이스토릴을 포함한다. 수도 리스본에서 서쪽으로 약 30km 지점에 위치해 있다.

## 같이 보기
- 이스토릴
- 리스본